# N+
N+ är titeln på ett spel till Nintendo DS och PSP som utgetts av det amerikanska företaget Atari. Spelet är en uppföljare till föregångaren som kort och gott namngetts N.